# لوموو (استان بلگورود)
لوموو (انگلیسی: Lomovo, Belgorod Oblast) یک شهرک در بخش کوروچانسکی استان بلگورود کشور روسیه است.